# Friedrich Schmitthenner
Friedrich Schmitthenner (* 25. Mai 1876 in Bad Bergzabern/Pfalz; † 7. September 1945 in Bad Kreuznach) war ein Entwickler in der Filtertechnik für Lebensmittel.
Friedrich Schmitthenner wurde von den Bad Kreuznacher Seitz-Werken der Preußischen Rebenveredlungsstation in Geisenheim/Rh. als Mitarbeiter von Karl Kroemer abgeworben. Im Jahr 1913 trat er in die Seitz-Werke als Leiter der Entwicklungsabteilung mit weinchemischem und bakteriologischem Labor ein. Schmitthenner war auf dem Gebiet der Weinchemie tätig; sein besonderes Verdienst ist die Entwicklung des ersten vorkonfektionierten Filters der SEITZ-EK (Entkeimungsfilterschicht). Durch die damit mögliche Kaltsterilabfüllung wurden die Wein-Kellerwirtschaft mittels Süßreserve und die Süßmostbereitung auf eine neue Grundlage gestellt.
Er war verheiratet mit Olga Achert.